# Rattus vandeuseni
Rattus vandeuseni — вид пацюків з Папуа Нової Гвінеї.

## Середовище проживання
Цей вид обмежений горами південного сходу Папуа Нової Гвінеї, де він зустрічається на висоті понад 1300 м над рівнем моря. Він може бути більш широким, ніж відомо на даний момент (наприклад, він, можливо, присутній на горі Сімпсон). Підозрюється, що його ареал дуже фрагментований. Тварини були зафіксовані в первинних гірських тропічних вологих лісах.

## Загрози
Ліс, у якому мешкає цей вид, деградував у частині його ареалу. Виду потенційно загрожує триваюча втрата лісового середовища проживання через збільшення щільності населення цієї території (тобто сільські сади, здається, висуваються далі вгору по схилах за рахунок розширення плантацій олійної пальми нижче). Може існувати конкуренція з Rattus rattus на нижніх краях його діапазону висот. Невідомо, чи присутній вид на заповідних територіях.